# Stephan III. (Bayern)

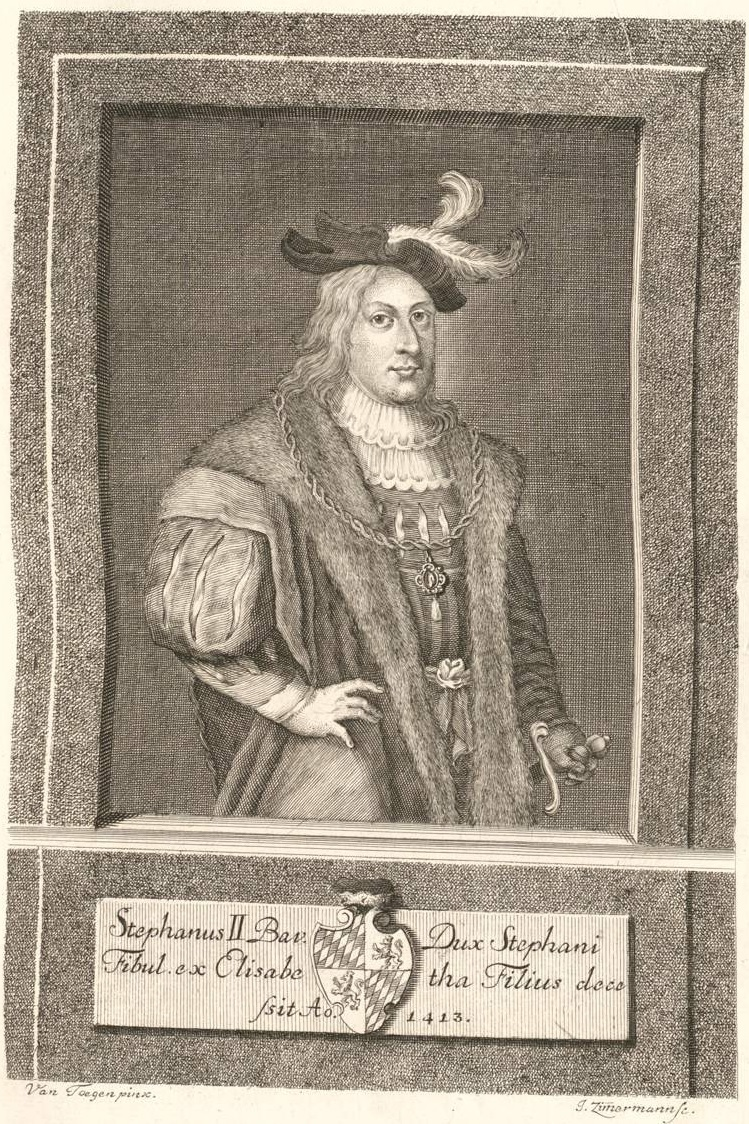
Herzog Stefan III.

Stephan III. (auch Stephan der Kneißel oder Stephan der Prächtige; * um 1337; † 25. September 1413 in Kloster Niederschönenfeld) aus dem Hause Wittelsbach war seit 1375 Herzog von Bayern und seit der Landesteilung von 1392 Herzog von Bayern-Ingolstadt sowie ab 1374 langjähriger Reichslandvogt im Elsass und in Oberschwaben. Er war der Vater von Frankreichs Königin Isabeau.

## Leben

### Jugend
Stephan III. wurde um 1337 als ältester Sohn des späteren Herzogs Stephan mit der Hafte und seiner ersten Ehefrau Elisabeth von Sizilien geboren. Er war damit der älteste Enkel Kaiser Ludwigs des Bayern († 1347). Sein Vater erhielt im Zuge der Erbteilungen nach dem Tod des Kaisers 1353 das Teilherzogtum Niederbayern-Landshut, zu dem er nach dem Tod seines Neffen Meinhard 1363 noch Oberbayern hinzugewann. Das Verhältnis zu den Brandenburger Wittelsbachern verschlechterte sich durch den Zugriff auf Oberbayern für mehrere Jahre jedoch rapide. Tirol, das ebenfalls von Meinhard regiert worden war, wurde schließlich nach langen Kämpfen 1369 im Frieden von Schärding den Habsburgern zugesprochen.
Am 12. August 1365 verlobte sich Stephan III. in Mailand mit Taddea Visconti, einer der Hunderttausend-Gulden-Töchter des Stadtherrn Bernabò Visconti, die er 1367 heiratete. Taddeas Mitgift in Höhe von 100.000 Gulden erlaubte es ihm, die Stadt Neuburg an der Donau und mehrere Burgen und Gerichte, die sein Vater verpfändet hatte, wieder auszulösen. Aus der Ehe gingen zwei Kinder hervor, der Sohn Ludwig VII. und die Tochter Elisabeth. Daneben hatte Stephan noch einen weiteren Sohn, Johann von Moosburg, der später Bischof von Regensburg wurde.
Schon die jungen Jahre Stephans wurden durch das Kriegshandwerk bestimmt: 1363–1369 nahm Stephan an den Kämpfen um Tirol, 1371–1373 an jenen um Brandenburg teil. 1368 kämpfte Stephan zudem in Italien an der Seite seines Schwiegervaters gegen die antimailändische Liga um Papst Urban V. und Kaiser Karl IV. Stephans lebenslanges „italienisches Interesse“ wurde bereits deutlich, als er sich 1374 Herzog Leopold von Österreich verpflichtete, diesen gegen Venedig zu unterstützen. Im Gegenzug versprach Leopold Stephan Unterstützung bei einem Vorgehen gegen Verona, einer Rivalin Mailands. 1371/72 unternahm Stephan auch noch eine Preußenfahrt, um den Deutschen Orden gegen die heidnischen Litauer zu unterstützen. 1373 verzichteten die Wittelsbacher auch auf Brandenburg. Im Zuge der anschließenden Aussöhnung zwischen dem Haus Luxemburg und den Wittelsbachern ernannte Karl IV. dann Stephan und seinen Bruder Friedrich 1374 zu Reichslandvögten im Elsass und in Oberschwaben. Danach plante Stephan eine Fahrt nach Palästina, auf die er jedoch verzichten musste, als sein Vater 1375 im Alter von 56 Jahren starb.

### Frühe Herrschaft
Trotz der Wittelsbacher Gebietsverluste war die finanzielle Ausgangslage für die Herzöge günstig: Bayern hatte für die Abtretung Tirols (1369) und Brandenburgs (1373) die enorme Summe von ungefähr einer halben Million Gulden in bar und in Schuldverschreibungen erhalten, wovon der größte Teil auf Stephan II. entfallen war, der nun ein in sich geschlossenes Gebiet vererben konnte. In der Folge konnte nun auch eine Anzahl von ehemaligen Besitzungen der Grafen von Abensberg, Ortenburg, Hals und Schauenburg, des Hochstifts Regensburg, der Herren von Laaber und der Landgrafen von Leuchtenberg vor allem in Niederbayern und im Nordgau, die noch den Landeszusammenhang unterbrachen, von den Herzögen erworben werden.
Nach dem Tode seines Vaters regierte Stephan III. zunächst gemeinsam mit seinen beiden Brüdern Friedrich und Johann II. und seinem Onkel Otto V., einem Halbbruder seines Vaters. Otto war bis 1373 Markgraf von Brandenburg gewesen, hatte die Mark dann aber im Vertrag von Fürstenwalde für 500.000 Gulden an den Kaiser verkauft. Für einen Teil des Kaufpreises hatte er böhmische Besitzungen im bayerischen Nordgau als Pfand erhalten, die er nun in die gemeinsame Regierung einbrachte. Die vier Herzöge einigten sich mit der Landesteilung von 1376 darauf, dass zunächst Oberbayern von Stephan und Johann und Niederbayern von Friedrich und Otto verwaltet wurde. Damit keine der beiden Parteien benachteiligt wurde, sollten die Regierungsgebiete im Zweijahresturnus wechseln. Diese ungewöhnliche Regelung wurde jedoch nicht verwirklicht. Als Ausgleich zahlte Friedrich stattdessen seinen in Oberbayern residierenden Brüdern jährlich 4000 Gulden.
Ein Grund für seine ständigen finanziellen Nöte war mit Sicherheit Stephans prunkvoller Lebensstil. Wegen seiner prächtigen Hofhaltung „der Kneißel“ genannt, engagierte sich Stephan III. auch nach Regierungsantritt weiter in Italien und im Elsass und holte in Rom bei Papst Bonifaz IX. die Erlaubnis zum abendlichen Aveläuten ein.
Stephans frühe Regierungszeit wurde besonders von einem politischen Ereignis bestimmt, dem Ausbruch der Auseinandersetzung zwischen Kaiser und den immer mehr nach Selbständigkeit strebenden Städten. Denn Karl IV. war in Bedarf größerer finanzieller Mittel, wie sie beispielsweise zur Auszahlung der Entschädigungszahlungen für Brandenburg oder zum Anlass der Königswahl seines Sohnes Wenzel anfielen, die er durch hohe Sonderbesteuerung der Städte zu kompensieren versuchte, wobei er sogar zur Durchsetzung seiner politischen Ziele wiederholt Reichsstädte gegen deren Willen an Dritte verpfändete. Der wachsende Unmut der Städte hatte zur Folge, dass sich am 4. Juli 1376 vierzehn schwäbische Städte unter der Führung Ulms zum Schwäbischen Städtebund gegen den Kaiser zusammenschlossen. In ihrer Funktion als schwäbische Landvögte verhielten sich die bayerischen Herzöge Stephan und Friedrich zu Beginn des Konflikts noch neutral und versuchten zu vermitteln, bald darauf kam es jedoch zu langjährigen Kämpfen. König Wenzel gab nach dem Nürnberger Reichstag von 1379 dem Herzog Leopold III. von Österreich die beiden Landvogteien in Schwaben zum Pfand, weil er ihn für die Unterstützung des Papstes Urban VI. gewinnen wollte. Landvogt in Oberschwaben war bis dahin der Bayernherzog Friedrich der Weise und in Niederschwaben Graf Eberhard II. Der Städtebund missbilligte die Pfandvergabe. Es kam deshalb zu einer streitigen Auseinandersetzung mit den Fürsten- und Ritterbünden, deren Meinungsführer Graf Eberhard II. war, bis Wenzel nachgab als die bayerischen Herzöge sich zeitweise dem Städtebund annäherten.
1380 war Stephan wieder in Italien um König Wenzels schließlich ausgebliebenen Romzug vorzubereiten und bald unterstellte sich kurzzeitig sogar Todi in Umbrien Stephans Herrschaft, als dieser sich zur militärischen Unterstützung des Papstes monatelang im Kirchenstaat aufhielt.
Mit Unterstützung seines Bruders Friedrich, der zu dieser Zeit in französischen Diensten stand, vermählte Stephan 1385 seine damals 14-jährige Tochter Elisabeth mit dem 17-jährigen Karl IV. von Frankreich. Sie ging als Isabeau de Bavière in die Geschichte ein und das spätere Engagement seiner Kinder in Frankreich erwies sich als eher verhängnisvoll für seine Linie. Um die Verbindung mit Frankreich zu bekräftigen, schickte Stephan 1391 seinen Sohn Ludwig für fünf Jahre an den französischen Hof, der sich dort zunächst aber nur bis 1393 aufhielt.
1387–1389 führte Stephan gemeinsam mit seinen Brüdern und Albrecht II. von Bayern-Straubing einen weiteren Städtekrieg gegen den Schwäbischen Städtebund und den Erzbischof von Salzburg, der sich mit den Städten verbündet hatte. Nach Pilgrims Gefangennahme durch Herzog Friedrich zogen sich die bayerischen Herzöge die Feindschaft von Papst Urban VI. zu, und König Wenzel musste einen Reichskrieg gegen das Herzogtum anordnen, bis die Wittelsbacher nachgaben. Erst 1389 kam es zum endgültigen Frieden mit den Städten.
1390/91 kämpfte Stephan abermals auf Seiten der Visconti in Italien und konnte zwar die Herrschaft des Francesco da Carrara in Padua wieder einzurichten, selbst jedoch keine Gebiete gewinnen.

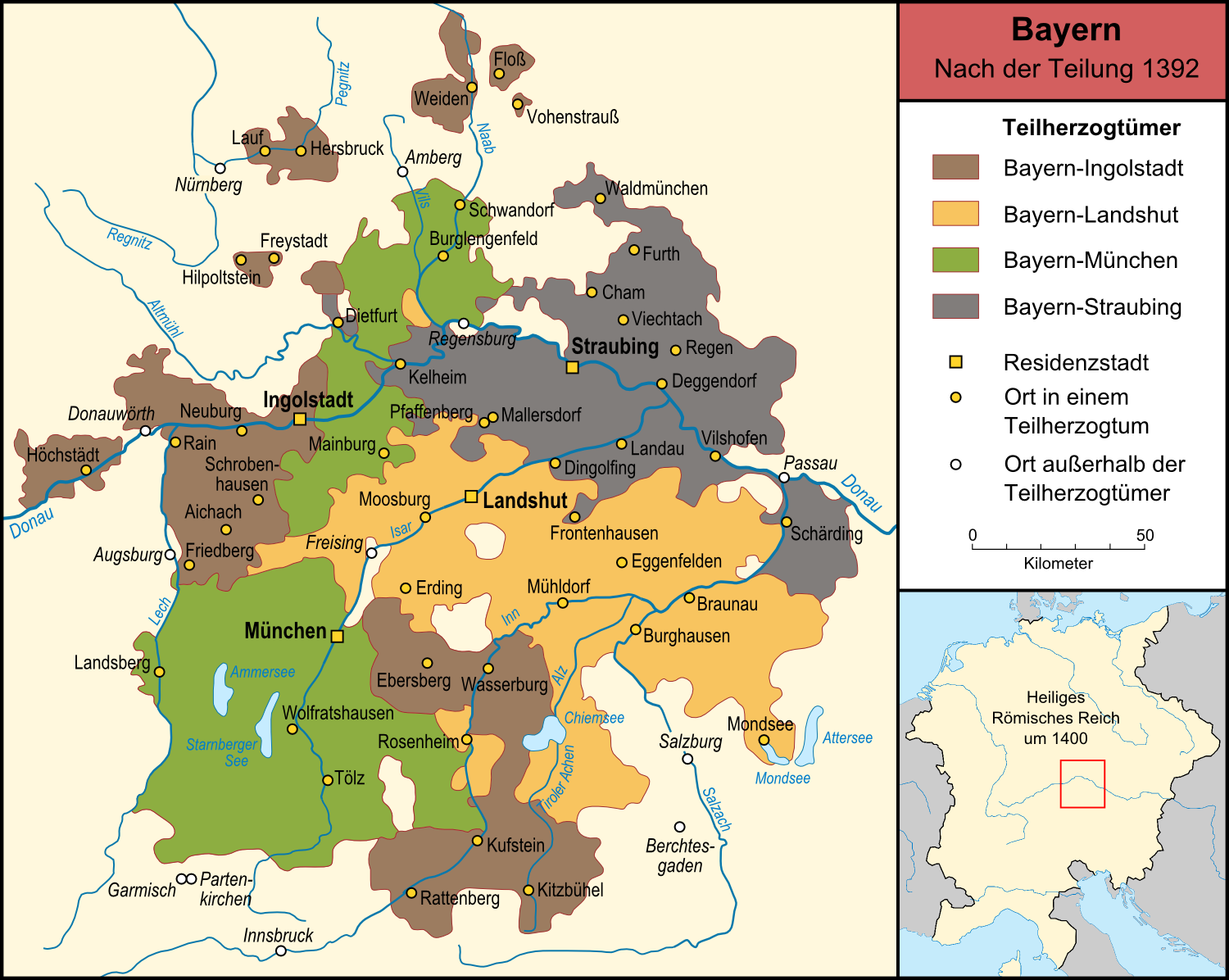
Die vier bayerischen Teilherzogtümer nach der Landesteilung von 1392

### Herzog von Bayern-Ingolstadt

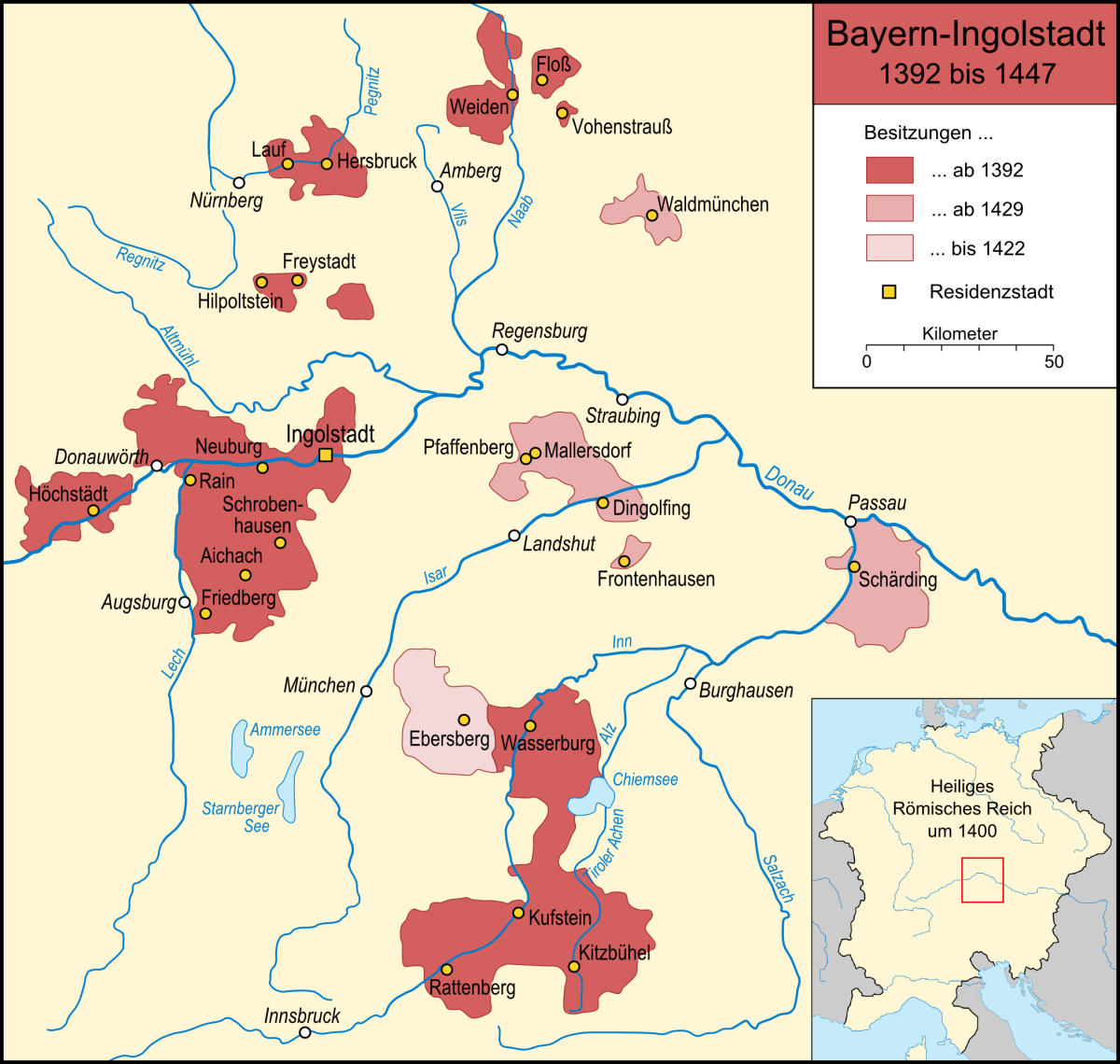
Das Teilherzogtum Bayern-Ingolstadt

1392 teilten die Brüder das ehemalige Herrschaftsgebiet ihres Vaters Stephan II. in die Linien Bayern-München, Bayern-Landshut und Bayern-Ingolstadt. Treibende Kraft hinter der Teilung war Johann, der nicht mehr bereit war, für die kostspielige Hofhaltung Stephans sowie die Italienpolitik Stephans und Friedrichs, der ebenfalls mit einer der Töchter des Mailänder Stadtherrn Bernabò Visconti vermählt war, mit aufzukommen.
Stephan III. erhielt dabei durch Los verstreute Gebiete Oberbayerns und des Nordgaus, die er von Ingolstadt aus regierte. Er fühlte sich bei der Aufteilung übervorteilt und so kam es 1394/95 im Ersten Bayerischen Hauskrieg zu kriegerischen Auseinandersetzungen zwischen ihm und Herzog Johann. Stephans Sohn Ludwig VII. überfiel an Heiligabend 1394 Freising, dessen Bischof Berthold von Wehingen Kanzler der österreichischen Herzöge war, bedrohte Pfaffenhofen und plünderte am Dreikönigstag Neustadt an der Donau im Münchner Herzogtum. Im Gegenzug wandten sich Johann und seine Söhne Ernst und Wilhelm gegen Aichach und Friedberg und brannten die Burg in Markt Schwaben nieder. Nach dem Ende der Feindseligkeiten vereinbarten die Herzöge im September 1395, durch gemeinsame äußere Feinde geeint, Bayern-München und Bayern-Ingolstadt wieder gemeinsam zu verwalten. Stephan unterstützte später jedoch die rebellischen Münchner Zünfte gegen seine Neffen Ernst und Wilhelm, die den Aufstand aber 1403 beenden konnten. Schon 1402 musste Stephan auf alle Ansprüche in München verzichten und war wieder in seiner Herrschaft auf Bayern-Ingolstadt beschränkt. Sein Sohn Ludwig, der nun meist in Frankreich weilte, erkannte, dass der aufwendige Lebensstil seines Vaters das junge Herzogtum in die Verschuldung getrieben hatte. Er forderte deshalb die geistlichen und weltlichen Herren in der Umgebung auf, diesem kein Geld mehr zu leihen. Die wütenden Proteste Stephans nahm er dabei in Kauf.
1394–1397 war Stephan nochmals kaiserlicher Landvogt in Schwaben. Wegen der innerwittelsbachischen Konflikte hatte er Rückhalt bei König Wenzel gesucht und ihn gegen die böhmische Magnatenopposition unterstützt. 1395 hatte Wenzel den Usurpator Gian Galeazzo Visconti zum Herzog von Mailand erhoben, der Stephans Schwiegervater Bernabò ermordet hatte. Die Erhebung erfolgte mit der für Stephan ärgerlichen Begründung, ein Gegengewicht zu französischen Ambitionen in Italien schaffen zu wollen. 1397 hatte König Wenzel nach ihrer Entfremdung die schwäbischen Landvogteien nicht mehr an Stephan, sondern an Friedrich von Oettingen verliehen. Zu Gegnern König Wenzels geworden, traten Stephan und sein Sohn Ludwig seit 1399 für ein Königtum des Pfälzer Kurfürsten Ruprecht ein. In der folgenden Auseinandersetzung zwischen Ruprecht und Wenzel machte sich Stephan seine französischen Beziehungen zunutze, um eine Neutralität Frankreichs, welches eigentlich die Luxemburger Seite favorisierte, zu erwirken. Über seine engen Verbindungen zum französischen Hof entwickelten aber schließlich auch Stephan und Ludwig eine feindliche Haltung gegenüber dem neuen König und Stephan trat 1407 dem antiköniglichen Marbacher Bund bei. Nachdem 1410 König Ruprecht I. gestorben war, erhob Stephan vergeblich Anspruch auf die pfälzische Kurstimme.
Letzte gemeinsame Aktion der oberbayerischen Herzöge war nach ihrer Versöhnung 1410 ein vergeblicher Feldzug zur Rückeroberung Tirols. Dort hatte sich seit der Mitte des Jahrzehnts eine Adelsopposition gegen den regierenden Habsburger Friedrich IV. gebildet. Bayerische Einfälle in das Unterinntal, die von Heinrich von Rottenburg, dem Haupt der Tiroler Adelsopposition gegen den habsburgischen Landesfürsten, unterstützt wurden, waren ohne bleibenden Erfolg. Anfang 1413 marschierte Stephan nochmals auf eigene Faust in Tirol ein, jedoch wiederum ohne Erfolg.
Stephan III. starb am 25. September 1413 im Kloster Niederschönenfeld, wo er zuerst auch bestattet wurde. Erst im Februar 1415 verließ sein Sohn und Nachfolger Ludwig VII. Frankreich an der Spitze einer Delegation zum Konzil von Konstanz und kehrte danach in sein ererbtes Herzogtum zurück. Um 1430 ließ Ludwig dann Stephans Gebeine in das neu erbaute Ingolstädter Liebfrauenmünster überführen. Stephans zweite Ehefrau Elisabeth von Kleve konnte ihrem Stiefsohn Ludwig erst 1430 12.000 Gulden zu ihrer Versorgung abringen und starb nach 1439 in Köln.

## Nachkommen
Herzog Stephan III. heiratete 1367 Taddea Visconti (1350–1381), Tochter des Bernabò Visconti und seiner Gattin Beatrice della Scala. Aus der Ehe gingen zwei Kinder hervor:
- Ludwig VII. der Gebartete (1368–1447)

1. ⚭ 1402 in Prag Anne de Bourbon (1380–1408), Witwe des Grafen Johann II. von Berry-Montpensier,
2. ⚭ 1413 in Paris Catherine d’Alençon (1395–1462), Witwe von Peter von Navarra, Graf von Mortain;

- Elisabeth (Isabeau de Bavière, 1370–1435), Königin von Frankreich

1. ⚭ 1385 in Amiens König Karl VI. von Frankreich (1368–1422).

In zweiter Ehe heiratete er am 17. Januar 1401 in Köln Elisabeth von Kleve. Die Ehe blieb kinderlos.
Sein unehelicher Sohn Johann von Moosburg war bis 1409 Bischof von Regensburg.